# Степеринка (приток Удохи)
Степеринка — река в России, протекает в Порховском районе Псковской области. Река образуется из двух безымянных водотоков у деревень Головицы, Верхние Горки и Нижние Горки. Течёт преимущественно на восток. Устье реки находится в 9 км по правому берегу реки Удоха в километре к востоку от деревни Удоха. Длина реки составляет 16 км.
На реке расположены деревни Дубровенской волости: Нижние Горки, Готовино, Степерино, Вязищи, Невадино и Заполье Речное.

## Данные водного реестра
По данным государственного водного реестра России относится к Балтийскому бассейновому округу, водохозяйственный участок реки — Шелонь, речной подбассейн реки — Волхов. Относится к речному бассейну реки Нева (включая бассейны рек Онежского и Ладожского озера).
По данным геоинформационной системы водохозяйственного районирования территории РФ, подготовленной Федеральным агентством водных ресурсов:
- Код водного объекта в государственном водном реестре — 01040200412102000024694
- Код по гидрологической изученности (ГИ) — 102002469
- Код бассейна — 01.04.02.004
- Номер тома по ГИ — 2
- Выпуск по ГИ — 0